# Dziurawe (Dolina Miętusia)

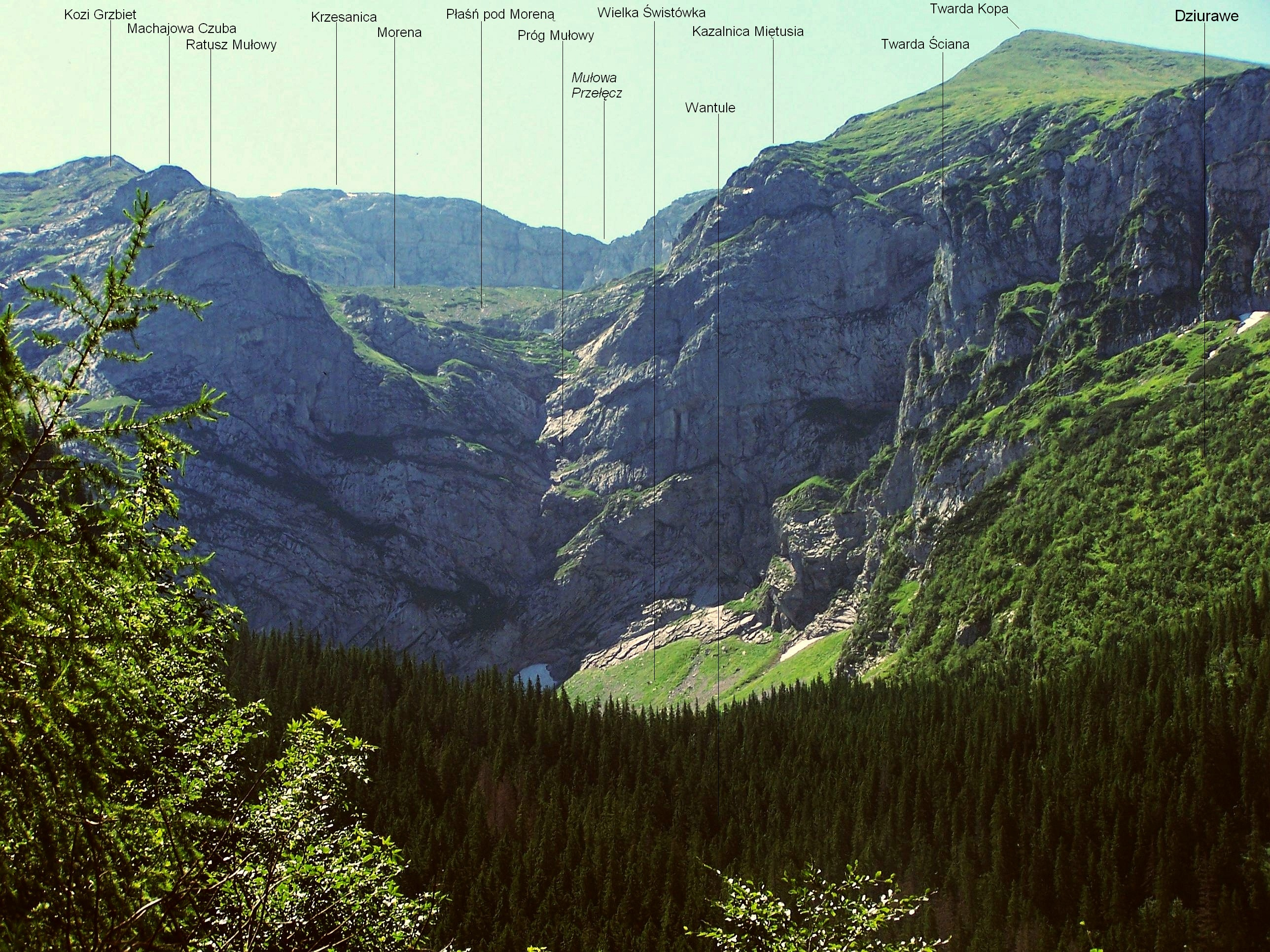
Widok ze szlaku przez Kobylarzowy Żleb

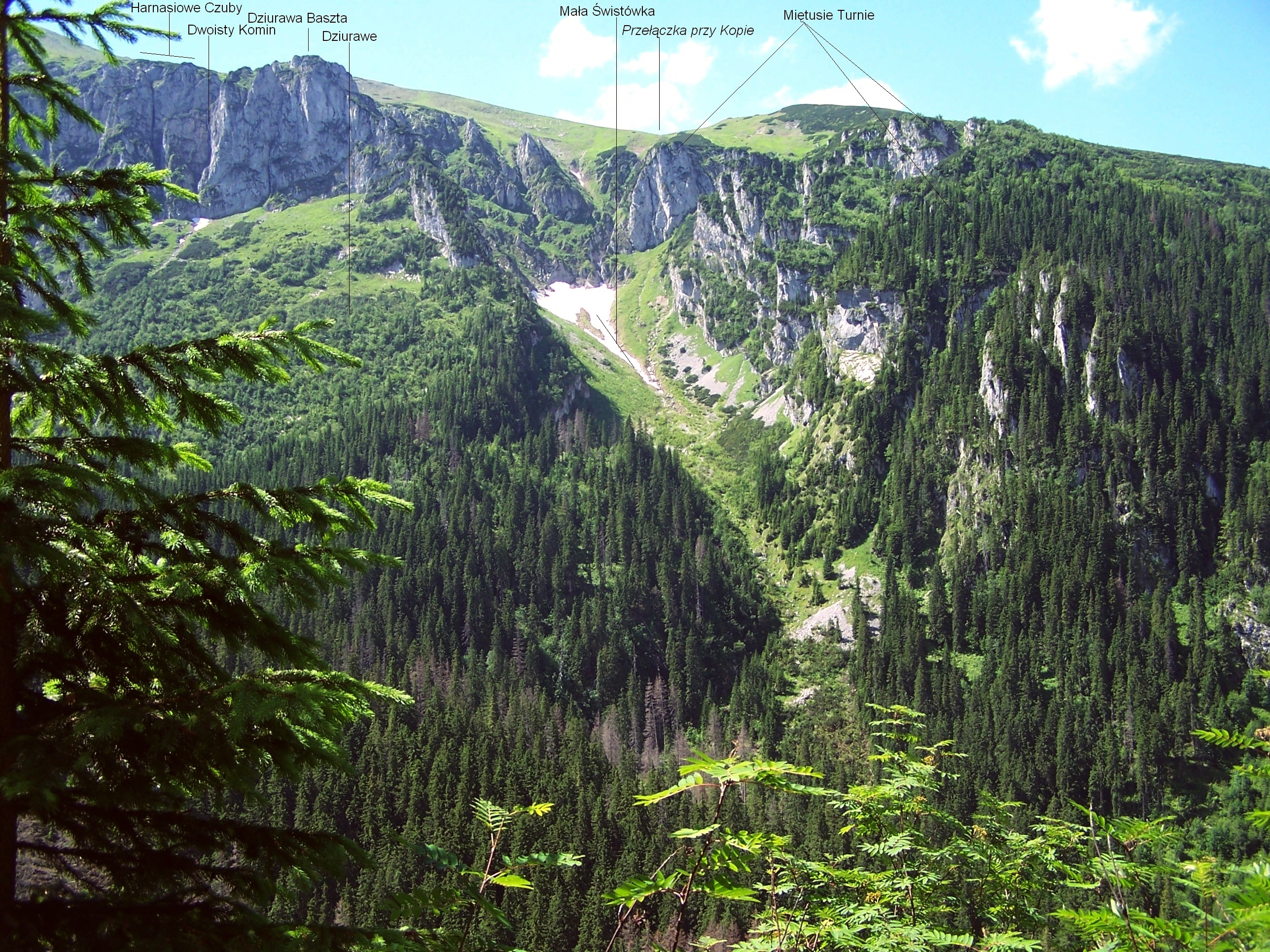
Mała Świstówka, Dziurawe i północna część Twardej Galerii

Dziurawe (ok. 1390–1600 m n.p.m.) – skaliste zbocze w Dolinie Miętusiej w polskich Tatrach Zachodnich, wznoszące się po jej zachodniej stronie, pomiędzy Małą Świstówką a Wielką Świstówką.
Dziurawe zbudowane jest ze skał wapiennych. Znajdują się w nim dobrze wykształcone żłobki krasowe, od których właśnie pochodzi nazwa zbocza. Zbocze wznosi się nad najniższą częścią Wielkiej Świstówki i najwyższą częścią Wantuli. Jest dość strome, niżej porośnięte lasem, wyżej kosodrzewiną. Miejscami oddzielone jest od doliny pasem skał o wysokości kilkudziesięciu metrów. Od zachodu nad Dziurawem wznoszą się niemal pionowe ściany Dziurawej Baszty i mniej urwiste Harnasiowe Czuby. Z górnej, południowej części Dziurawego prowadzą trawiaste zachody, które przez Twardą Ścianę na kilku poziomach doprowadzają do porośniętego murawą fragmentu Twardych Spadów.
Według opinii geologów przed kilkunastoma tysiącami lat na Dziurawem wystąpił wielki obryw skalny, w wyniku którego ogromne masy głazów osunęły się na dół. Później przetransportowane zostały w dół przez lodowiec i utworzyły wielkie gruzowisko, jakim są Wantule.
W Dziurawem znajduje się jedna z największych polskich jaskiń – Jaskinia Miętusia, a także m.in. jaskinie: Studnia w Dziurawem, Świstowa Szczelina, Piwnica Miętusia, Jasiowa Dziura, Jaskinia za Zaciskiem.